# HeileHaus
Das Gesundheitsprojekt HeileHaus e.V. im Berliner Ortsteil Kreuzberg (SO 36) wurde 1981 gegründet. Es beschäftigt sich mit auf Naturheilkunde basierender, gesundheitsfördernder Arbeit, die sich besonders an sozial Benachteiligte richtet.

## Konzept
Zum Konzept des HeileHaus e.V. gehören die Gesundheitsförderung und Gesunderhaltung durch die Vermittlung von naturheilkundlichen Methoden durch Fachkräfte. Die Möglichkeiten für Körperarbeit, Bewegung und Grundhygiene sind die vermittelten Hauptziele. Durch Information, Motivation und Kompetenzförderung zielen die Mitarbeitenden vor allem auf Eigeninitiative und einen selbstverantwortlichen Umgang mit dem Körper ab.
Mit den aktivierenden Angeboten soll den Folgen von Armut und Arbeitslosigkeit, Resignation, Perspektivlosigkeit, Fehlernährung und Bewegungsmangel, Stress, Aggressionen und Drogenmissbrauch entgegenwirkt werden. Ziel ist die Stärkung der körpereigenen Ressourcen im Sinne der Salutogenese.
Die Mitarbeitenden versuchen durch den Kontakt mit den Nutzenden die Angebote des HeileHaus e.V. den individuellen und sozialen Veränderungen anzupassen. „Gemeinsam entwickelte Projekte und Angebote sollen Mut machen und motivieren, die krank- und aggressiv machenden Lebensumstände aktiv anzugehen, statt Aggressionen gegen sich selbst oder andere zu wenden.“

## Geschichte
Im Februar 1981 wurden der Seitenflügel, das Gartenhaus und eine Ladenwohnung in der Waldemarstraße 36 in Berlin-Kreuzberg besetzt. Das besetzte Haus wurde HeileHaus genannt.
Die Besetzenden kamen aus dem Umfeld von Selbsthilfe- und Lerngruppen, die sich schon länger mit einer naturheilkundlichen Behandlung von Krankheiten beschäftigten. Im Anschluss wurde der Bewegungsraum, die Hüpfetage, die Ambulanz (heute: Gesundheitsberatung) und die Badestube fertiggestellt, die 2013 erneut renoviert wurden.
Badestube und Ambulanz waren zunächst Anlaufstellen für Menschen aus besetzten Häusern und dem Stadtgebiet, die keine eigenen Bäder hatten. Das Haus entwickelte sich zu einem Zentrum für Naturheilkunde, Selbsthilfe, Körperarbeit und politische Gruppen in Berlin. Es gab eine Vernetzung mit anderen Projekten der Straße (Waldekiez, KOSMOS! usw.) Die vom Verein herausgegebene Zeitung Doktorspiele beschäftigte sich unter anderem mit Krankheiten, die in den 1980er Jahren in Kreuzberg verbreitet waren, z. B. Krätze, Kopfläuse, Impetigo contagiosa, Hepatitis A und weitere Krankheiten. Sie vermittelte Anleitungen zum Schutz und zur Selbstbehandlung mit einfachen Mitteln.

## Arbeit von und mit Ehrenamtlichen in der Gesundheitsberatung
Die ehrenamtlichen Berater sind auf verschiedenen Gebieten der Naturheilkunde ausgebildet. Es finden regelmäßige Supervisionen und Arbeitsgruppen statt. Prinzipiell werden keine Daten der Nutzenden erhoben, und eine Krankenversicherung ist nicht erforderlich. Die Beratung ist kostenlos. Im Bedarfsfall werden Ratsuchende an andere Einrichtungen oder Beratungsstellen weitervermittelt.
Das Angebot der Gesundheitsberatung umfasst: Kinesiologie, Ernährungsberatung, Homöopathie, Pflanzenheilkunde, Bach-Blütentherapie, Augendiagnose, Körperarbeit, Cranio-Sacral-Therapie, Fußreflexzonenmassage, Schröpfen, Chinesische Medizin, Raucherentwöhnung, Fastenkurse und Massagen.

## Finanzierung und Mitgliedschaften
Der HeileHaus e.V. wird über das Landesamt für Gesundheit und Soziales Berlin (LaGeSo), als Behörde des Öffentlichen Gesundheitsdienstes, teilfinanziert und ist auf Spenden angewiesen. Beispielsweise wurde die Finanzierung zur Errichtung eines erdgasbetriebenen Blockheizkraftwerks im Vereinshaus von der Stiftung Deutsche Klassenlotterie Berlin mit 60.000 Euro bezuschusst.
Das HeileHaus ist Mitglied im Paritätischen Wohlfahrtsverband Landesverband Berlin e.V. und Mitglied im Neuköllner Imkerverein, Berlin.

## Imkerei
Im Dachgarten des HeileHaus e.V. wird in kleinem Rahmen Urbaner Gartenbau und eine Hobbyimkerei betrieben. Im Herbst wird den Bienen als Kompensationsfütterung ein Aufguss von Wildkräutern aus der Umgebung mit dem Winterfutter angeboten. Der Honig wird im HeileHaus handgeschleudert und von Hand abgefüllt. Aufgrund der Standorttreue ist diese Imkerei zudem nachhaltig, weil die Bienen nicht kilometerweit oder energieaufwendig zu den Trachten gefahren werden. Somit wird auch der Zusammenhalt und die Orientierung der Völker nicht gestört. Die Bienen sammeln Blütennektar in Berliner Parks, an kilometerlangen grünen Bändern entlang der Eisenbahntrassen, an der Spree und den Wasserstraßen, an baumbestandenen Alleen und auf den großen Flächen mit Berliner Kleingartenkolonien. Bienenprodukte werden zu Heilzwecken im Rahmen der Apitherapie genutzt.